# بينو شاجيس
بينو شاجيس (14 نوفمبر 1880 - 3 أكتوبر 1938) كان طبيبًا ألمانيًا وأستاذًا في الطب الاجتماعي وسياسيًا. وكان عضوا في البرلمان البروسي ممثلا للحزب الاشتراكي الديمقراطي في ألمانيا.[بحاجة لمصدر]
ولد تشاجيس في دانزيغ، غرب بروسيا ، الإمبراطورية الألمانية . درس الطب في جامعة برلين وجامعة فرايبورغ.
حصل على درجة الدكتوراه في عام 1903 في فرايبورغ وبدأ في ممارسة عمله كطبيب مساعد في عام 1903 في شاريتيه في برلين. وفي عام 1907 عمل في فندق سانت لويس في باريس.
عاد إلى برلين في عام 1908 للعمل في عيادة هانز غولدشميت وبدأ عيادته الخاصة المتخصصة في الأمراض الجلدية والأمراض الجنسية والمسالك البولية في عام 1911 في برلين، شونبيرج.
من عام 1906 إلى عام 1921 ، عمل طبيبًا مساعدًا عامًا في شونبيرج، من عام 1915 إلى عام 1933 كان طبيبًا في مسرح دويتشيز (برلين).
انضم تشاجيس إلى اتحاد الأطباء الاشتراكيين (Verein sozialistischer Ärzte) في عام 1913 وأصبح نائب رئيسه في عام 1924.
خدم في الحرب العالمية الأولى كطبيب عسكري من عام 1915 إلى عام 1918 وحصل على صليب الحديد من الدرجة الثانية.
خلال الثورة الألمانية ، كان عضوًا في مجلس العمال والجنود في فرانكفورت (أودر) ، ويعتبر كرئيس للإدارة المركزية لمجالس الجنود في مقاطعة براندنبورغ في فرانكفورت (أودر) وكان تشاجيس مندوبًا في المؤتمر الوطني للمجالس.
في عام 1919 بدأ محاضرة في جامعة شارلوتنبورغ التقنية حول النظافة الصناعية. و في عام 1922 أصبح عضوا في لجنة الصحة في مكتب العمل الدولي في جنيف.
تم انتخابه عضوًا في البرلمان البروسي في عام 1928 وأصبح خبيره في خدمات الصحة العامة. تابع ألفريد جروتاهن في جامعة برلين وترأس معهد الصحة الاجتماعية في جامعة برلين من عام 1931 فصاعدًا.
كونه يهوديًا ، فقد شاجيس مناصبه وفقًا لقانون استعادة الخدمة المدنية المهنية بعد الاستيلاء النازي على السلطة في عام 1933.
بعدها هاجر عبر سويسرا وتركيا إلى فلسطين ، حيث وصل في خريف عام 1933. وفي عام 1934 بدأ في العمل كطبيب في تل أبيب.
شارك شاجيس في تأسيس الرعاية الصحية في إسرائيل ، وشارك في تأسيس مركز أسوتا الطبي وشركة شيلواه للتأمين ، وهي اليوم جزء من مجموعة هاريل. في عام 1935 أصبح تشاجيس رئيسًا للجنة الصحة الاجتماعية لاتحاد الهستدروت.
توفي عام 1938 بينما كان في إجازة في أسكونا بسويسرا.

## العائلة
تزوج تشاجيس من كيت شاتنر (1882-1925) ، ابنة زوج إدوارد برنشتاين، وفي زواج ثانٍ من فلورا روزنبوند (1898–1942).